# هتر اورورک
هتر میشل اورورک (به انگلیسی: Heather Michele O'Rourke؛ زادهٔ ۲۷ دسامبر ۱۹۷۵ – درگذشتهٔ ۱ فوریهٔ ۱۹۸۸) یک بازیگر اهل ایالات متحده آمریکا بود.
وی بر اثر ایست قلبی و شوک سپتیک ناشی از تشخیص اشتباه پزشکی، در ۱ فوریهٔ ۱۹۸۸ میلادی، در سن ۱۲ سالگی درگذشت و در گورستان وست‌وود به خاک سپرده‌شد.

## فیلم‌شناسی
فهرست برخی از فیلم‌هایی که هتر اورورک در آن‌ها به ایفای نقش پرداخته‌است:
- ارواح خبیثه (۱۹۸۲)
- ارواح خبیثه ۲ (۱۹۸۶)
- خانهٔ ما (۱۹۸۶)
- ارواح خبیثه ۳ (۱۹۸۸)
- روزهای خوش (۱۹۷۴)